# لنی ابنشتین
لنی ابنشتین (انگلیسی: Alan O. Ebenstein)نویسنده‌ای اهل آمریکا می‌باشد، ازجملهٔ آثار او زندگی‌نامهٔ میلتون فریدمن و فریدریش آوگوست فون هایک است.